# Аннаоразов, Джуманияз Аманязович
Джуманияз (Джуманыяз) Аннаоразов (туркм. Jumanyýaz Annaorazow; род. 1970, с. Кипчак, Ашхабадский район, Туркменская ССР) — туркменский государственный деятель.

## Биография
Родился в 1970 году в селе Кипчак Ашхабадского района Туркменской ССР (в настоящее время — на территории Ахалского велаята). Есть родной брат — Нурнияз Аманязович Аннаоразов, до 14 апреля 2006 года занимавший должность прокурора Ахалского велаята.
Образование высшее. В 1991 году окончил Туркменский институт народного хозяйства, по специальности — экономист.
Трудовую деятельность начал в 1991 году ревизором контрольно-ревизионного отдела Государственного комитета Туркменистана по нефтепродуктам. Далее работал старшим ревизором отдела экономики и финансов Государственного концерна «Туркменнебитонумлери» Министерства нефти и газа, ведущим инспектором-ревизором, главным инспектором-ревизором, заведующим отделом, начальником контрольно-ревизионного управления Министерства экономики и финансов Туркменистана.
- 2004 — 8 марта 2005 года — заместитель министра образования Туркменистана по финансово-экономической работе[4].
- 8 марта 2005 — 31 мая 2005 — министр экономики и финансов Туркменистана[4][5].
- 10 апреля 2005 — 12 мая 2006 — директор Государственной службы по иностранным инвестициям при Президенте Туркменистана[6].
- апрель 2005 — 12 мая 2006 — управляющий Международным валютным фондом от Туркменистана[7].
- 31 мая 2005 — 12 мая 2006 — председатель Центрального банка Туркменистана, исполнительный директор государственного фонда по развитию Туркменистана в золотом веке[8][9].
- 10 июня 2005 — 12 мая 2006 — управляющий Всемирным банком от Туркменистана.[9][10]
- 1 июля 2005 — 12 мая 2006 — заместитель Председателя Кабинета министров Туркменистана.[9][11]

12 мая 2006 года на заседании Правительства Туркменистана уволен со всех занимаемых постов указом Президента Сапармурата Ниязова как «руководитель высокого ранга, неоправдавший доверия».